# Vought V-141
Vought V-141 (sau khi sửa đổi được định danh lại thành: V-143) là một mẫu thử máy bay tiêm kích của Hoa Kỳ trong thập niên 1930.

## Tính năng kỹ chiến thuật (V-143)
Dữ liệu lấy từ The American Fighter
Đặc tính tổng quát
- Kíp lái: 1
- Chiều dài: 26 ft 0 in (7,92 m)
- Sải cánh: 33 ft 6 in (10,21 m)
- Chiều cao: 9 ft 4 in (2,84 m)
- Diện tích cánh: 187 foot vuông (17,4 m2)
- Trọng lượng rỗng: 3.940 lb (1.787 kg)
- Trọng lượng có tải: 4.370 lb (1.982 kg)
- Sức chứa nhiên liệu: 112 US Gallon, 424 L
- Động cơ: 1 × Pratt & Whitney R-1535-SB4G kiểu động cơ piston, làm mát bằng không khí, 825 hp (615 kW)

Hiệu suất bay
- Vận tốc cực đại: 292 mph (470 km/h; 254 kn) trên độ cao 11.485 ft (3.500 m)
- Vận tốc hành trình: 221 mph (192 kn; 356 km/h)
- Tầm bay: 808 mi (702 nmi; 1.300 km) trên độ cao 18.045 ft (5.500 m) (55% công suất)[2]
- Trần bay: 30.600 ft (9.327 m)
- Thời gian lên độ cao: 3 phút 6 giây lên độ cao 10.000 ft (3.050 m)

Vũ khí trang bị

- Súng: 2 × súng máy.30 in (7,62 mm)
- Bom: 300 lb (140 kg) bom